# オストール
オストール(osthol)は、クマリンのO-メチル化物である。カルシウム拮抗剤であり、ジャショウシやセイヨウトウキ、シシウド等の植物で見られる。